# Bangeran (Dawar Blandong)
Bangeran is een bestuurslaag in het regentschap Mojokerto van de provincie Oost-Java, Indonesië. Bangeran telt 2460 inwoners (volkstelling 2010).